# Archibald Campbell (filosof)
Archibald Campbell, född 1691 i Edinburgh, död 1756 i St Andrews, var en skotsk pastor i Skotska kyrkan och moralfilosof.
Archibald Campbell studerade i Edinburgh och Glasgow. Hans första bok, som baserade moralen på självkärleken men var kritisk mot såväl Mandeville som Hutcheson, utgavs utan hans medgivande av Alexander Innes som dennes eget arbete, Aretē-logia, or An Inquiry into the Original of Moral Virtue (1728). Campbell publicerade det på nytt utan Innes kommentarer 1733. Han skrev teologiska arbeten mot Matthew Tindal. 1735 blev han anklagad för pelagianism och varnad av Skotska kyrkans generalförsamling.